# Batrachuperus karlschmidti
Batrachuperus karlschmidti är en groddjursart som beskrevs av Liu 1950. Batrachuperus karlschmidti ingår i släktet Batrachuperus och familjen Hynobiidae. IUCN kategoriserar arten globalt som sårbar. Inga underarter finns listade.